# Corrents de l'islam

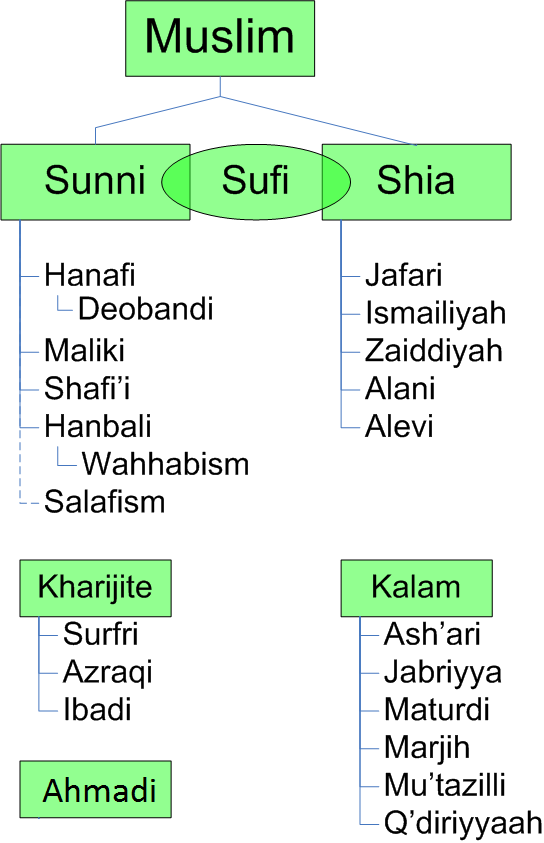
Esquema de les branques actuals de l'islam

Els diferents corrents de l'islam van començar a perfilar-se immediatament després de la mort de Muhàmmad, el profeta de l'islam, l'any 632. Arran de la seva desaparició, la jove religió es va trobar confrontada a casos que no estaven abordats directament en l'Alcorà i al problema del lideratge de l'Umma (la comunitat de creients). Les divergències originades per aquests fets van donar peu a l'aparició diferents escoles de pensament, que van transformar-se en les diverses tradicions interpretatives que existeixen encara avui dia.
Actualment, les branques principals de l'islam les componen els sunnites (prop del 90% de la població musulmana mundial), els xiïtes (prop del 10%) i els ibadites (prop d'un 1% i única branca existent dels antics kharigites).
Altrament existeixen els sufís, que representen l'islam místic, així com diversos moviments i escoles de pensament més o menys vinculats amb les tres branques principals.

## Islam sunnita
Els sunnites (Ahl as-Sunnah, "gent de la tradició [de Muhàmmad]") són els components majoritaris de l'islam. El mot "sunnisme" prové de sunna, el recull dels ensenyaments i actes del Profeta. Així, el terme defineix "els qui segueixen o mantenen la tradició del Profeta". També se'ls denomina "musulmans ortodoxos".
Els sunnites comparteixen el respecte dels sis articles de fe i dels cinc pilars de l'islam, encara que s'hagin desenvolupat diverses visions de com s'han de respectar concretament, vehiculades per les diferents escoles (màdhhabs) de dret religiós (fiqh). També hi ha hagut, tant antigament com actualment, visions variades pel que fa a la teologia i la filosofia, que han engendrat tota mena de corrents més o menys propers de l'ortodòxia. Però, en última instància, el que caracteritza el sunnisme és que cada fidel és l'únic responsable de la seva relació amb Déu, i els imams o altres líders religiosos no es consideren infal·libles.
Igualment, segons els sunnites, el guia suprem de la comunitat o califa ("successor del Profeta") es pot escollir democràticament, tot i que, en realitat, després del curt període del califat dels raixidun (regne dels quatre primers califes: Abu-Bakr as-Siddiq, Úmar ibn al-Khattab, Uthman ibn Affan i Alí ibn Abi-Tàlib), el títol va esdevenir una regla dinàstica hereditària.

### Escoles de Dret
Una màdhhab és una escola de jurisprudència islàmica (fiqh) que serveix per a "traduir" les indicacions dels texts sagrats en lleis concretes aplicables. Per a fer-ho, els legisladors (alfaquins) disposen d'una sèrie d'eines basades en l'esforç de comprensió personal (ijtihad), és a dir, el consens (ijmà), l'analogia (qiyàs) o el respecte de l'opinió tradicional dels erudits (taqlid).
A l'origen, diferents sahaba (aquells qui van conèixer Muhàmmad) van crear llur escola de jurisprudència, però amb el pas del temps, certes d'entre elles es van anar consolidant mentre que d'altres van desaparèixer. Les diferències entre aquestes escoles d'interpretació es manifesten en qüestions pràctiques menors, i la majoria dels sunnites les consideren totes legítimes.
Actualment hi ha quatre escoles reconegudes dins del sunnisme:

#### Hanafita
Hanafita - Fundada per Abu-Hanifa an-Numan, es considera que és l'escola més oberta a la modernitat. A escala mundial és seguida per un 45,5% de musulmans, i és predominant a l'Àsia central, Egipte del nord, el Pakistan, l'Índia, l'Iraq, Turquia, els Balcans i a molts països occidentals.

#### Xafiïta
Xafiïta - Va ser fundada per Muhàmmad ibn Idrís aix-Xafií, i va tenir partidaris entre molts dels grans erudits musulmans. És practicada per tot el món musulmà, però és predominant a Egipte, Somàlia, Indonèsia, Tailàndia, Singapur, pels kurds i a les Filipines. A escala mundial és seguida per un 28% de musulmans, sent la segona màdhhab més important en terme de seguidors.

#### Malikita
Malikita - L'escola malikita deriva dels treballs de l'imam Màlik ibn Anas. Predomina a l'Àfrica del Nord i Occidental. És seguida per aproximadament un 15% de musulmans.

#### Hanbalita
Hanbalita - Considerada la més conservadora de les quatre escoles, és la que té més confiança en els hadits i rebutja l'ús de l'argument filosòfic en qüestions de creença religiosa. L'escola va ser iniciada pels estudiants d'Àhmad ibn Hanbal. La jurisprudència hanbalita és predominant entre musulmans de la Península Aràbiga. En deriva el wahhabisme, doctrina oficial de l'actual Aràbia Saudita.

#### Zahirita
El zahirita (de l'àrab zahir, "sentit literal") (vigent entre els segles x i xiv), sorgit a Pèrsia, va ser alhora una escola teològica i una escola jurídica (màdhhab), sobretot a l'Àndalus, tot i que aquest vessant va desaparèixer amb la dislocació musulmana a la península Ibèrica. És una escola literalista que rebutja aferrissadament el qiyàs (ús de l'analogia).

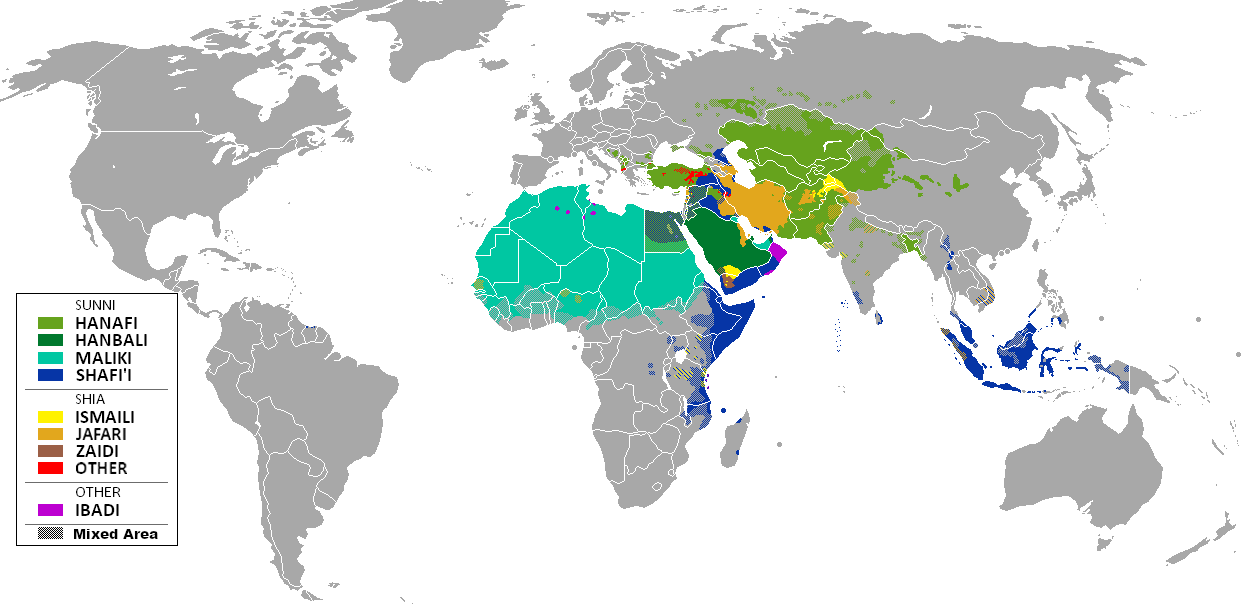
Distribució geogràfica de les diferents escoles de jurisprudència

### Escoles i moviments derivats
Existeixen un cert nombre de moviments sorgits d'aquestes escoles jurídiques i teològiques que, o bé només han adoptat una part dels ensenyaments tot manifestant el seu desacord amb la resta, o bé han sintetitzat les ensenyances de diferents corrents tot creant un nou corpus d'idees.

#### Wahhabisme
El wahhabisme és un moviment reformador, purità i legalista, d'inspiració hanbalita, creat al segle xviii per Ibn Abd-al-Wahhab a la Península aràbiga. Té l'objectiu de restaurar un islam pur, desempallegat de les innovacions aportades per la tradició, que considera com a supersticions i desviaments herètics i idolatres. Els wahhabites pensen que només les primeres tres generacions de musulmans (sàlaf), és a dir, la dels contemporanis de Muhàmmad (sahaba) i les dues següents (tabin i taba at-tabin) constitueixen exemples vàlids per a la pràctica de la religió. Així, els wahahbites titllen per exemple el sufisme i el xiisme d'heretgies. Es tracta de l'escola que domina oficialment l'actual Aràbia Saudita.

#### Salafisme
El salafisme va aparèixer a Egipte a finals del segle xix com una via de modernització de l'islam que evita inspirar-se de la civilització Occidental. Com els wahhabites, els salafistes preconitzen el retorn a l'islam original de les tres primeres generacions (sàlaf), considerant que cal cercar en aquell període les indicacions bàsiques per a renovar l'islam actual. Avui dia aquesta denominació inclou tant islamistes moderats com extremistes, i fins i tot es fa servir com a sinònim de wahhabisme.

#### Deobandi
Deobandi, que va aparèixer l'any 1886 al Subcontinent indi, és un moviment reformador integrista que també defensa un retorn als primers temps de l'islam i que es declara anti-occidental. És present a l'Àsia del sud i l'Afganistan, i darrerament s'ha estès a altres països com Sud-àfrica i el Regne Unit. Els deobandis segueixen el fiqh d'Abu-Hanifa i l'escola maturidita d'aqida. Els talibans han estat influïts pel pensament d'aquesta escola, encara que n'apliquen una versió estricta i simplista dels seus ensenyaments. El grup missioner més gran que segueix el moviment és el Tablighi Jamaat.

#### Barelvi
Barelvi és un extens moviment present al Subcontinent indi, creat el 1880 per Ahmed Raza Khan Barelvi (Rohilkhand, Índia) per defensar les creences i pràctiques tradicionals de les crítiques dels moviments reformadors que preconitzaven un retorn a l'islam original. S'inspira del hanafisme, l'aixarisme i el maturidisme, i inclou moltes pràctiques i ritus del sufisme popular. Manté relacions conflictives amb els moviments integristes de la regió, com el Deobandi, l'Ahl al-Hadith i els talibans.

#### Germans Musulmans
Els Germans Musulmans és una organització fundada per l'erudit egipci Hassan al-Banna l'any 1928. Amb les seves diverses branques és el moviment sunnita més gran del món àrab. Els Germans Musulmans no es preocupen pels detalls teològics i accepten els musulmans de qualsevol de les quatre escoles ortodoxes sunnites. Els seus objectius són restablir el califat i obtenir una major islamització de la societat, considerant que només l'Alcorà i la sunna són "l'únic punt de referència per a ordenar la vida familiar, individual i comunitària musulmana, així com l'estat."

#### Jamaat al-Muslimín
Jamaat al-Muslimín va néixer al Sud-est asiàtic als anys 1960, creat per Syed Masood Ahmad. És un moviment extremadament rigorista, actualment basat al Pakistan, i molts grups extremistes i terroristes islàmics se'n reivindiquen seguidors.

## Islam xiïta

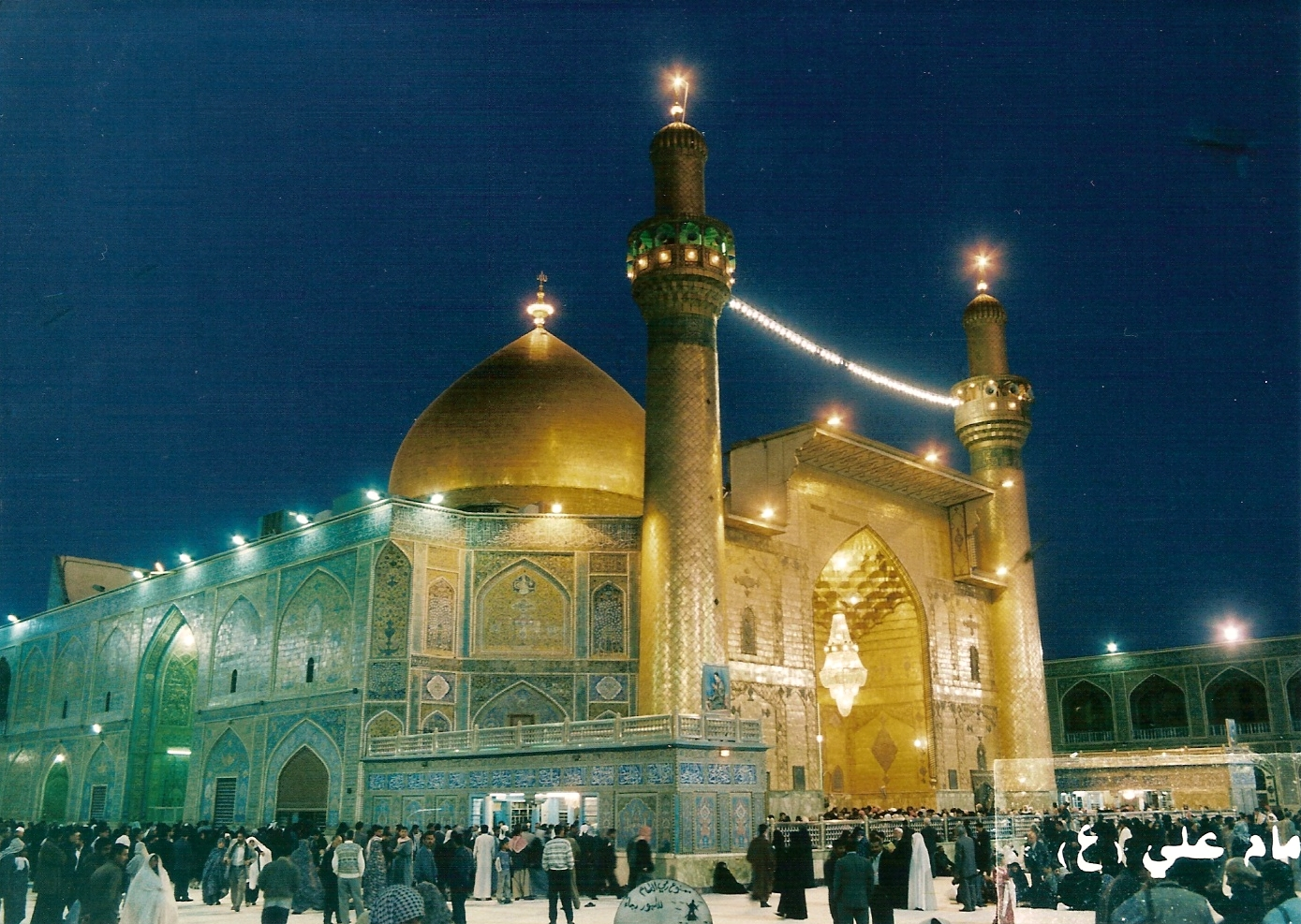
Mesquita d'Alí a Najaf, Iraq, on hi està enterrat el primer imam xiïta.

El xiisme (aś-śīʿa, "seguidors d'Alí") és la segona denominació més gran de l'islam, encara que només es tracti d'una minoria dins del conjunt del món musulmà (entre un 10% i un 15%).
Aquest corrent inclou moltes ramificacions així com diverses visions teològiques i filosòfiques, escoles de jurisprudència i moviments espirituals. La identitat xiïta va emergir ràpidament després de la mort del segon califa, Úmar ibn al-Khattab, i la seva component principal, l'imamisme, es va formular durant els dos segles següents; els primers governs i societats xiïtes es van establir a finals del segle ix.
Els xiïtes comparteixen amb els sunnites les creences bàsiques en l'autoritat de l'Alcorà i en els ensenyaments de Muhàmmad, però se'n diferencien perquè consideren que els descendents de la família del Profeta (l'Ahl al-Bayt o "Gent de la Casa") gaudeixen d'un rol espiritual i polític especial que els converteix en els únics dirigents legítims de la comunitat. D'aquesta manera, dins del xiïsme s'accepta l'existència d'una jerarquia eclesiàstica, anomenada "imamat", i es consideren els "imams xiïtes" com a descendents actuals de l'Ahl al-Bayt. De fet, els hadits xiïtes inclouen les dites dels imams.
Igualment, pels xiïtes, Alí ibn Abi-Tàlib, el cosí i gendre de Muhàmmad, va ser el primer d'aquests imams i havia de ser el seu primer successor, per això també rebutgen la legitimitat dels tres primers califes ben-guiats.
Una altra diferència és la creença en l'existència d'un missatge ocult contingut en l'Alcorà, missatge que només els imams serien capaços d'interpretar. Això fa que aquest corrent tingui una forta component esotèrica.
El xiisme és sobretot predominant a l'Iran i a l'Iraq, tot i que té seguidors disseminats per diverses zones d'Àsia i d'arreu. Es divideix en tres branques principals, de les quals van sorgir-ne una munió de subgrups: la més important i coneguda és l'imamisme (o els "duodecimams", ja que creuen en els dotze imams xiïtes); les altres dues, amb menys seguidors, són l'ismaïlisme ("septimams") i el zaidisme, que discuteixen el llinatge dels dotze imams i diverses altres creences.

### Imamisme
Els imamites consideren que el dotzè imam és en "ocultació" i que reapareixerà just abans del Yaum al-Qiyamah (dia del Judici Final) per redimir els homes. Són l'escola xiïta més extensa (un 85%), seguidors de la màdhhab jafarita, i predominen a l'Azerbaidjan, l'Iran, l'Iraq, el Líban i Bahrain, tenint un nombre de seguidors significatiu al Pakistan, Kuwait i l'est de l'Aràbia Saudita. Es divideixen en els subgrups següents, encara que aquests no es consideren sectes diferents:

#### L'escola de dret jafarita
El jafarisme és una de les primeres escoles de jurisprudència islàmica (màdhhab) que es va formar. Es basa en els ensenyaments de Jàfar as-Sàdiq (702 - 765), sisè imam xiïta, i és la principal escola del fiqh dins del xiisme.

##### Ussulisme
Els practicants de l'ussulisme formen la majoria aclaparadora dels imamites. Segueixen un Marja-i taqlid ("Gran Aiatol·là") pel que fa al taqlid i al fiqh i es concentren a l'Iran, l'Iraq i el Líban.

##### Akhbarisme
L'akhbarisme és similar a l'ussulisme amb la diferència que rebutja l'ijtihad a favor del hadit. És present al Bahrain.

##### Xaykhisme
El xaykhisme és un corrent fundat pel Xaykh Àhmad al-Ahsaí a les primeries del segle xix a l'Iran de la dinastia qajar. Es tracta d'una combinació de doctrines akhbarites i de sufisme. A mitjans del segle xix, molts dels seus seguidors es van convertir al babisme i la Fe bahà'í, on actualment s'hi té una gran consideració pel xeic Àhmad. Avui dia encara queda una minoria de xaykhites a l'Iran i l'Iraq.

#### L'escola jurídica bàtini Alevis
Els alevis tenen certes similituds amb l'imamisme però també grans diferències, tant filosòfiques com de costums i rituals, cosa que fa que sovint se'ls consideri com a adeptes d'una tradició religiosa independent; segueixen l'Alcorà i creuen en els imams xiïtes, però també comparteixen moltes característiques del sufisme (a vegades se'ls considera una mera branca sufí), rebutgen la poligàmia i accepten tradicions religioses que no precedeixen l'islam, com el xamanisme turc. A escala mundial són al voltant d'uns 25 milions d'individus, dels quals 22 milions es troben a Turquia i la resta als Balcans, Albània, Bòsnia i Hercegovina, l'Azerbaidjan, l'Iran i Síria.

### Ismaïlisme
Els ismaïlites i els imamites accepten la mateixa cadena inicial d'imams com a descendents de Muhàmmad a través de la seva filla Fàtima az-Zahrà. Tanmateix, divergeixen sobre la successió del sisè imam, Jàfar as-Sàdiq; els ismaïlites eren partidaris del fill gran de Jàfar, Ismaïl, com a següent imam, mentre que els imamites acceptaven un fill més jove, Mussa al-Kàdhim. Avui dia, ismaïlites es concentren al Pakistan i a altres indrets de l'Àsia del Sud.

#### Nizarites
Els nizarites formen la branca més important (Un 90%) de l'ismaïlisme, i consideren que l'Aga Khan és l'imam vivent que personifica l'autoritat suprema a la Terra. Pels nizarites, l'imam de successor del califa fatimita Al-Mústansir va ser el seu fill gran Nizar. Hi ha nizarites a l'Àsia central, Rússia, Xina, Nova Zelanda, Afganistan, Papua Nova Guinea, Síria, Austràlia, Amèrica del Nord (incloent-hi el Canadà), el Regne Unit, Bangladesh i a l'Àfrica també.

#### Mustalites
El grup mustalita es diferencia del nizarita en creure que l'imam successor d'Al-Mústansir no era Nizar sinó el seu fill més jove, al-Mustalí, nomenat califa pel regent al-Àfdal Xahanxah.

##### Bohores
Els bohores són l'única branca sobrevivent del mustalisme i s'han subdividit en Bohores dawudites (al Pakistan i l'Índia), bohores sulaymànides (al Iemen) i bohres alavites.

### Zaidisme
El zaidisme prové històricament dels seguidors de Zayd ibn Alí, el net gran d'Alí ibn Abi-Tàlib. Segueixen qualsevol descendent considerat erudit i virtuós d'Al-Hàssan i Al-Hussayn i són menys esotèrics que les dues altres branques. Actualment perduren al Iemen.

### Altres

#### Alauites
Els alauites, que també s'anomenen nusayrites, són al voltant d'un milió i viuen a Síria i el Líban. Es tracta d'un moviment esotèric que comparteix creences del xiisme però també del cristianisme i d'altres.

## Islam kharigita
La denominació de "kharigisme" (al-ẖawārij, "els qui fan secessió") va incloure una varietat de corrents eixits d'aquells que, a l'època de la primera fitna (segle vii), si bé primer eren partidaris d'Alí ibn Ali-Tàbit, després no el van recolzar i finalment no van prendre partit per cap dels bàndols. El seu punt de vista era que el califa havia de ser espiritualment pur i que els acords políticoreligiosos d'aquell període comprometien aquesta puresa espiritual. Si bé avui dia aquest corrent ha pràcticament desaparegut, el terme es fa servir a vegades per designar els musulmans que es neguen a comprometre's amb aquells amb qui estan en desacord.

### Azraquites
Els azraquites (segle vii) van ser un corrent radical i violent del kharigisme.

### Najdites
Najdat fou una branca kharigita fundada per Najda ibn Àmir al-Hanafí.

### Ajradites
Els ajradites foren els seguidors d'una branca del kharigisme. Fou un grup principalment actiu al Khurasan.

### Sufrites
El sufrites van ser una variant del kharigisme que florí durant els segles vii i viii, menys radicals que els azraquites. Creien que la sura XII de l'Alcorà (Yússuf) no era autèntica.

### Ibadites
L'única branca del kharigisme existent actualment és l'ibadisme. Aquest corrent, que també és considerat com una de les primeres escoles de dret islàmic (màdhhab), hauria aparegut menys de 50 anys després de la mort de Muhàmmad.
Els ibadites han mantingut tradicions similars a les dels kharigites, tot rebutjant-ne les més agressives, però malgrat això ells mateixos no es consideren com a kharigites. Aproven els califats d'Abu-Bakr i d'Úmar ibn al-Khattab, considerant-los com "Dos Califes Ben-Guiats". Llurs creences específiques inclouen: walyah (amistat i unió amb els creients veritables i amb els imams ibadites), bara (dissociació i hostilitat envers els no-creients i els pecadors) i wuqf (reserva envers aquells que tenen un estatus poc clar).
És la forma dominant de l'islam a Oman, tot i que hi ha petits grups disseminats de seguidors en altres països de l'Àfrica Oriental i del Nord. La primera dinastia rustàmida medieval a Algèria va ser ibadita.

## Escoles teològiques
Des dels inicis de l'islam han existit diverses escoles de pensament que difereixen sobre les relacions entre fe, raó, ciència, teologia, filosofia, etc. El pensament islàmic antic es va dividir ràpidament entre kàlam (pensadors que emfatitzen la fe) i fàlsafa (pensadors que emfatitzen la raó) i es van desenvolupar diverses escoles teològiques.
Amb el pas de la història, a causa de les relacions de l'islam amb les altres civilitzacions i a l'evolució dels seus propis fidels, aquestes escoles han anat apareixent i desapareixent, engendrant-se moviments més liberals o d'altres que, en reacció, preconitzen el retorn a "l'islam original" i que rebutgen les interpretacions aportades per la tradició, malgrat ser una de les característiques essencials del sunnisme.
Aquestes diferents visions però, constitueixen divisions transversals amb relació a les divisions sectàries, és a dir que els seus partidaris poden seguir alhora una o l'altra escola de jurisprudència (un hanafita o un xaiïfita podien ser, per exemple, partidaris de la visió mutazilita).
Les escoles teològiques s'anomenen igualment escoles d'aqida.

### Qadarisme
El qadarisme designa un grup de teòlegs sense homogeneïtat interna que en els primers temps de l'islam, del 690 a la consolidació definitiva del mutazilisme als inicis del segle ix, va proclamar la validesa del principi del lliure albir.

#### Mutazilisme
El mutazilisme (segles viii a XIII) va ser una escola teològica originada a Bàssora quan Wàssil ibn Atà va abandonar les lliçons d'Al-Hàssan al-Basrí a causa d'una disputa teològica. Aquest corrent volia combinar la lògica i el racionalisme de la filosofia grega amb les doctrines islàmiques i demostrar que ambdues eren inherentment compatibles. El mutazilisme discutia qüestions filosòfiques com ara si l'Alcorà és creat o etern, si el mal és obra de Déu, si la predestinació impedeix el lliure albir, si els atributs de Déu s'han d'interpretar al·legòricament o literalment, o si els pecadors són realment castigats anant a parar a l'infern. Si bé al principi va tractar-se d'un corrent independent de l'islam ortodox, va acabar per fondre's dins del sunnisme.

### Murgisme
El murgisme (segle viii) és una de les primeres escoles teològiques que van aparèixer. Va emergir en oposició al kharigisme, arran de les primeres controvèrsies pel que fa al pecat i a les definicions del que és un veritable musulmà.
Defensaven la idea que només Déu pot jutjar qui és un musulmà veritable i que a part d'Ell ningú pot decidir qui és "infidel" (kafir); per això, tot musulmà hauria de considerar els altres musulmans com a creients veritables i fidels, tot esperant el veredicte de Déu el dia del Judici Final. Aquesta teologia va promoure la tolerància sota els omeies i va permetre la conversió de molts indecisos. Les idees murgites van acabar dominant les kharigites.
El murgites es van desviar de la visió ortodoxa quan van declarar que cap musulmà no aniria a parar a les flames de l'infern, fossin quins fossin els seus pecats. Aquesta noció contradeia la creença tradicional que afirma que els pecadors han d'anar temporalment a l'infern. Arran d'això els murgites són considerats Ahl al-Bida o "Gent de la Innovació" per majoria dels altres musulmans.

### Atharisme
L'atharisme (sorgida al segle ix) (de l'àrab athar, "narracions") defensa que cal evitar aprofundir excessivament l'especulació teològica. Utilitza l'Alcorà, la sunna i les dites dels sahaba i considera que aquests texts s'han de seguir al peu de la lletra, sense cercar a interpretar-los. Va influir fortament l'escola jurídica hanbalita i, a través d'aquesta, el wahhabisme i el salafisme.

### Kalām
El ʿilm al-kalām és la disciplina o ciència islàmica que recerca el coneixement teològic a través de la dialèctica, és a dir, utilitzant el debat i l'argumentació propis a la filosofia.

#### Aixarisme
L'escola aixarita va ser fundada al segle x en reacció al pensament mutazilita. Pels aixarites, la comprensió de la natura real i de les característiques de Déu estan fora de l'abast de la raó humana.
Aquesta escola va influir dràsticament en el canvi d'orientació de l'islam en posar les bases que van permetre "tancar la porta a l'ijtihad" segles més tard, sota l'Imperi Otomà.

#### Maturidisme
El maturidisme (segle x) és una variant de l'escola aixarita basada en la teologia d'Abu-Mansur al-Maturidí. Les dues escoles difereixen sobre la natura de la fe i el valor de la raó humana: pels maturidites, la fe (iman) no augmenta ni disminueix sinó que roman estàtica; només la pietat (taqwa) pot augmentar o disminuir. Els aixarites, en canvi, consideren que la fe fa pot augmentar i disminuir. Els maturidites mantenen que la ment humana pot esbrinar, sense l'ajuda de la revelació divina, que certs actes extrems són dolents, com beure alcohol o assassinar, mentre que pels aixarites, sense l'ajuda de la revelació divina, la ment humana és incapaç de saber si una cosa és bona o dolenta, legal o il·legal.

## Sufisme
El sufisme (taṣawwuf) constitueix el vessant ascètic i místic de l'islam. Centrant-se en els aspectes més espirituals de religió, els sufís s'esforcen a obtenir l'experiència directa de Déu gràcies al desenvolupament de les "facultats intuïtives i emocionals". Consideren que s'ha de començar per seguir la xaria, que és la pràctica exotèrica de la religió, abans d'iniciar-se en les pràctiques esotèriques ensenyades per un xeic dins d'una confraria (tariqa).
Si bé molts sufís es consideren alhora com a sunnites o xiïtes, d'altres es consideren simplement "sufís" o "influïts pel sufisme". D'altra banda, si els seus practicants consideren aquest corrent com a complementari de l'islam ortodox, aquest sempre els ha vist com un moviment sospitós, considerat sovint com a bida (innovació).
Dels ordes més coneguts se'n poden destacar el qadirita, el bektaixita, el xisti, el naqxbandita, el mevlevi, l'oveyssita o el suhrawardiyya.

## Grups heterodoxos

### Drusos
Els drusos formen una petita religió amb tradicions específiques que es va desenvolupar al segle xi. Van començar com una branca de l'ismaïlisme però se'n van diferenciar en la seva incorporació d'elements provinents de les filosofies gnòstiques, neoplatòniques i d'altres. Com els alauites, molts drusos mantenen secrets els principis de la seva fe, pel que se'n coneixen pocs detalls. Són considerats herètics i no-musulmans per la majoria dels altres musulmans perquè adrecen oracions al tercer califa fatimita d'Egipte Al-Hàkim, que consideren com una "manifestació de Déu en la Seva unitat" i el mahdí.
Es troben principalment a la regió del Xam i poden tenir estils de vida radicalment diferents segons els països.

### Mahdavisme
El moviment mahdavi (o mahdavisme), impulsat per Muhammad Jaunpuri, es va estendre a partir del segle XV pel subcontinent indi (incloent-hi el Pakistan) així com a l'Afganistan i a algunes zones de l'Iran. Els seus seguidors predominen actualment a les regions índies del Dècan i del Gujarat i, en una forma relacionada del moviment (els zikris), a Karachi (Pakistan). Les antigues comunitats de mahdavites vivien en cabanes envoltades per una tanca, anomenades daira (en àrab "cercle", "límit"); aquests assentaments es trobaven fora dels centres urbans i comptaven amb milers de seguidors que havien abandonat els desigs mundans, els plaers i les propietats amb l'objectiu d'apropar-se a Al·là. Avui dia encara es poden trobar daires a Channapatna, prop de Bangalore, a Chanchalguda (Hyderabad) i en algunes zones del Gujarat.

### Ahmadia
La comunitat ahmadia es va fundar a l'Índia el 1889 per Mirza Ghulam Ahmad, que afirmava ser el messies promès ("la segona vinguda del Crist"), el mahdí esperat pels musulmans i el mujàddid (un profeta menor dins de l'islam). Es tracta d'un moviment que vol difondre l'islam de manera pacífica, islam que considera renovat pel fundador del moviment. Molts ortodoxos els consideren, però, no-musulmans a causa del fet que Ghulam Ahmad es presentés com a profeta.
Els seguidors es divideixen en dos grups, la Comunitat musulmana ahmadia, majoritària i implicada en obres caritatives en més de 190 països, i el Moviment ahmadia de Lahore per a la propagació de l'islam.

### "Ciència Morisca"
El Temple de la Ciència Morisca d'Amèrica és una església fundada per Timothy Drew el 1913 als Estats Units. El seu credo principal és que els afroamericans són descendents dels moros o magribins, el que vol dir que eren originalment musulmans. Els seus seguidors es consideren com una branca de l'islam, tot i que tenen influències de diverses altres filosofies orientals així com del gnosticisme cristià.

### Nació de l'Islam
La Nació de l'Islam va ser fundada per Wallace Fard Muhammad a Detroit el 1930, amb el propòsit declarat de "ressuscitar la condició espiritual, mental, social i econòmica de l'Home i la Dona negres d'Amèrica i del món". És considerat per gairebé tota la resta de musulmans com un culte herètic, ja que el grup creu que Fard Muhammad era una encarnació de Déu a la Terra, no considera que Muhàmmad fos el darrer profeta, sinó que ho ha estat Elijah Muhammad, el fill de Fard Muhammad, i defensa la supremacia de la "raça negra" quan l'islam preconitza la igualtat absoluta entre tots els creients. Tanmateix, el 1975, Warith Deen Mohammed, el fill d'Elijah Muhammad, va abandonar aquestes nocions i va rebatejar el moviment Societat dels musulmans americans, integrant-lo dins de les creences sunnites, establint mesquites i promovent el respecte dels cinc pilars de l'islam. Es calcula que aquest moviment té actualment uns dos milions de seguidors.

### Submitters(sotmesos)
El United Submitters International (USI) és un grup religiós americà de tipus alcoranista fundat per Rashad Khalifa. Els submitters es consideren com formant part de "l'islam veritable" però prefereixen no utilitzar els termes "musulmà" i "islam" i fer servir els equivalents en anglès "sotmesos" i "submissió". Pensen que Khalifa és un Missatger de Déu i les seves creences específiques inclouen la dedicació total al Déu Únic i a la protecció l'Alcorà, i el rebuig de la sunna i els hadits considerats les causes de la "corrupció" de l'islam actual.

## Altres moviments

### Islamisme polític
"L'islamisme polític" defineix un conjunt d'ideologies derivades de diverses visions fonamentalistes, que sostenen que l'islam no solament és una religió sinó un sistema polític que ha de regir els imperatius legals, econòmics i socials de l'estat. Es tracta doncs d'un concepte i no pas d'un moviment unificat, i els seus seguidors no se solen anomenar ells mateixos com a "islamistes". Les visions religioses i les ideologies dels seus partidaris poden ser força variades, i poden incloure tant fidels sunnites com xiïtes. Els grups considerats islamistes inclouen moviments com Al-Qaida, els Germans Musulmans, Jamaat-e-Islami o Jamaat al-Muslimín.

### Islam liberal
Els moviments liberals i progressistes dins de l'islam tenen en comú una orientació religiosa que depèn principalment de l'ijtihad o "esforç individual d'interpretació de les escriptures". Els musulmans liberals defensen, doncs, una major autonomia en l'examen crític dels texts religiosos, la igualtat de gènere, els drets humans i tenen una visió moderna de la cultura i la tradició islàmiques.

### Alcoranisme
Els alcoranistes segueixen únicament l'Alcorà, sense tenir en compte les tradicions addicionals o els hadits, que solen considerar com a pertorbadors del missatge diví original. Hi ha una multitud de grups i moviments que es basen en aquesta concepció.

### Moviments seculars i sincrètics
Si un "musulmà" es defineix com a tal per tenir fe en la religió de l'islam, hi ha persones (sobretot en el món modern) no practicants, agnòstiques o fins i tot atees que malgrat tot s'identifiquen amb l'islam en tant que àmbit cultural, en general per haver-hi estat immersos des de la infància. També hi ha i hi ha hagut musulmans sincrètics que han conciliat creences dispars amb l'islam, arribant a crear-se moviments com per exemple el Tauhid-i Ilahi de l'emperador mogol Àkbar (segle xvi) o, més recents, el Crislam o el Sufisme Universal.

## Fes relacionades

### Babisme
El 1844, Siyyid 'Ali-Muhammad proclamava des del Siraz (Iran) ser el Mahdí i prenia en el títol de "El Báb" ("la Porta"). El tema central de les seves prèdiques girava entorn de l'arribada imminent d'una segona Manifestació de Déu, la missió del qual seria inaugurar l'era de pau i abundància anunciada pel cristianisme, el judaisme i la resta de religions. També defensava la teoria de la revelació progressiva i afirmava que cap veritat no és definitiva; va preconitzar una espiritualització de la religió, una condició més elevada per a la dona i altres reformes socials, com la supressió de la poligàmia, del concubinat i del comerç d'esclaus.
El babisme, derivat bàsicament del xaykhisme, va separar-se així de l'islam ortodox i va guanyar un nombre significatiu de seguidors a l'Iran, però aquests van ser declarats heretges per l'estat i el 1850 el Báb va ser executat públicament. La majoria dels bábis van acceptar Bahá'u'lláh com la Manifestació Divina profetitzada pel Báb, i es van considerar des d'aleshores com a bahá'ís.

### Fe Bahá'í
Després de la mort del Báb, gairebé tots els Bábís van reconèixer en Bahá'u'lláh la realització de la profecia del Báb del yazhiruhu'lláh, "Aquell pel qui Déu es manifestarà", donant així per acabades les profecies del Báb i de l'islam sobre la fi del temps i el retorn del Mahdí i de Jesús. Com l'escola xaykhita d'interpretació islàmica, a la qual aquest grup està històricament connectat, els Bahá'ís interpreten l'escatologia islàmica (i altra) simbòlicament i metafòricament. A causa dels seus orígens i de la seva història, aquesta fe es qualifica a vegades com a secta de l'islam, cosa que rebutgen tant els seus partidaris com la línia central musulmana. Malgrat això, els Bahá'ís han estat perseguits com a apòstates en alguns països islàmics, especialment a l'Iran.

### Ahl-e Haqq
L'Ahl-e Haqq o Yarsan és un moviment sincrètic creat a l'Iran al segle xiv per Soldà Sahak i que és practicat per algunes comunitats de kurds. El moviment, influït per certs aspectes del xiisme i del zoroastrisme, integra nocions mil·lenaristes, igualitàries i dualistes. Pels seus seguidors, l'univers es compon de dos mons diferenciats però interrelacionats: l'intern (batini) i l'extern (zahiri), seguint cadascun les seves pròpies regles; encara que els humans només són conscients del món exterior, les seves vides estan regides per les regles del món interior. Altres pilars del seu sistema de valors són que l'Essència Divina té successives manifestacions en forma humana (mazhariyyat) i la creença en la reencarnació (o dunaduni en kurd). L'Ahl-e Haqq utilitza molta terminologia islàmica però no observa els ritus musulmans tradicionals.

### Sikhisme
El sikhisme és un ensenyament creat al segle XV a l'Índia pel guru Nanak en un intent de sintetitzar l'hinduisme i l'islam, convençut que la religió hauria de ser un mitjà d'unió entre els éssers humans i no una font d'enfrontament. Nanak va dir: "La realització de la Veritat és més important que qualsevol altra cosa; encara més important és la vida real". I també: "No hi ha hindús, no hi ha musulmans". El sikhisme creu en la igualtat de tots els humans i rebutja tota discriminació basada en la casta, el credo o el sexe. Tampoc no dona importància a l'ascetisme com a mitjà d'assolir salvació, sinó que recomana viure de manera senzilla i responsable com un bon cap de família.